# Taiwanemobius
Taiwanemobius is een geslacht van rechtvleugeligen uit de familie krekels (Gryllidae). De wetenschappelijke naam van dit geslacht is voor het eerst geldig gepubliceerd in 1996 door Yang & Chang.

## Soorten
Het geslacht Taiwanemobius omvat de volgende soorten:
- Taiwanemobius formosanus Yang & Chang, 1996
- Taiwanemobius ryukyuensis Oshiro & Ichikawa, 1997